# Anna Söderberg
Anna Therese Söderberg (Knista, 11 giugno 1973) è un'ex discobola svedese.

## Record nazionali
- Lancio del disco 64,54 m ( Aremark, 31 luglio 1999)
- Lancio del disco indoor 57,09 m ( Växjö, 27 marzo 2010)

## Palmarès
| Anno | Manifestazione    | Sede             | Evento           | Risultato | Misura  | Note |
| ---- | ----------------- | ---------------- | ---------------- | --------- | ------- | ---- |
| 1992 | Mondiali juniores | Seul             | Lancio del disco | 13ª       | 48,68 m |      |
| 1997 | Mondiali          | Atene            | Lancio del disco | 11ª       | 58,22 m |      |
| 1999 | Universiadi       | Palma di Maiorca | Lancio del disco | 5ª        | 60,14 m |      |
| 1999 | Mondiali          | Siviglia         | Lancio del disco | 18ª       | 59,65 m |      |
| 2000 | Olimpiadi         | Sydney           | Lancio del disco | 24ª       | 56,11 m |      |
| 2003 | Mondiali          | Parigi           | Lancio del disco | 8ª        | 61,61 m |      |
| 2004 | Olimpiadi         | Atene            | Lancio del disco | 35ª       | 55,49 m |      |
| 2005 | Mondiali          | Helsinki         | Lancio del disco | 11ª       | 57,41 m |      |
| 2006 | Europei           | Göteborg         | Lancio del disco | 11ª       | 59,60 m |      |
| 2007 | Mondiali          | Osaka            | Lancio del disco | 18ª (q)   | 58,65 m |      |
| 2008 | Olimpiadi         | Pechino          | Lancio del disco | 31ª       | 55,28 m |      |
| 2009 | Mondiali          | Berlino          | Lancio del disco | 17ª (q)   | 57,92 m |      |
| 2010 | Europei           | Barcellona       | Lancio del disco | 11ª       | 55,60 m |      |

## Altre competizioni internazionali
2005
- Argento in Coppa Europa (First League) ( Gävle), lancio del disco - 59,56 m

2006
- 5ª in Coppa Europa ( Malaga), lancio del disco - 60,68 m
- Bronzo alla World Athletics Final ( Stoccarda), lancio del disco - 61,50 m

2007
- 7ª alla World Athletics Final ( Stoccarda), lancio del disco - 57,54 m

2008
- 4ª in Coppa Europa invernale di lanci ( Spalato), lancio del disco - 58,01 m
- 5ª alla World Athletics Final ( Stoccarda), lancio del disco - 57,40 m

2009
- 12ª in Coppa Europa invernale di lanci ( Los Realejos), lancio del disco - 55,80 m